# Rafael Nieto Navia
Rafael Nieto Navia (Bogotá, Colombia, 5 de febrero de 1938 - 4 de diciembre de 2024) fue un jurista, profesor y abogado colombiano. Fue juez miembro de la Corte Interamericana de Derechos Humanos, siendo electo presidente de dicha corte de 1987 al 1994. Juez de la Cámara de Apelaciones de los Tribunales Penales Internacionales para la Antigua Yugoslavia y Ruanda, juez de la Cámara del Tribunal de Yugoslavia.

## Biografía
Su carrera de jurista comenzó como Juez del Tribunal Penal Internacional para la ex Yugoslavia de cinco años. Cuatro de ellos como miembro del Cuarto de Apelaciones y el Tribunal Penal Internacional para Ruanda, y más de un año como miembro de los Cuartos de Prueba. Se desempeñó como juez de la Corte Interamericana de Derechos Humanos durante doce años, y fue Presidente del mismo durante dos períodos. Él también fue magistrado auxiliar de la Sala Constitucional de la Corte Suprema de Justicia durante cuatro años.
El doctor Rafael Nieto Navia doctor en Ciencias Jurídicas y especialista en Ciencias Socioeconómicas de la Pontificia Universidad Javeriana de 1962. En su amplia carrera vinculada a la academia, destacan sus 35 años como profesor distinguido de Derecho Internacional Público en la Pontificia Universidad Javeriana, así como su labor como docente y conferencista invitado en muchas universidades de Colombia, como la Academia Diplomática del Ministerio de Relaciones Exteriores de Colombia y la Escuela Superior de Guerra de Colombia, además de instituciones educativas en países como Argentina, Costa Rica, España, Estados Unidos, Francia, México, entre otros.
Fue miembro del Institut de Droit International, juez de la Cámara de Apelaciones de los Tribunales Penales Internacionales para la Antigua Yugoslavia y Ruanda, juez de la Cámara del Tribunal de Yugoslavia, presidente y fundador de IDEAMERICA, juez y presidente del Tribunal Arbitral Internacional Argentino-Chileno para la Traza del Límite entre el Hito 62 y el Monte Fitz-Roy, juez y presidente de la Corte Interamericana de Derechos Humanos, embajador de Colombia ante los gobiernos de Suecia, Dinamarca, Finlandia e Islandia, miembro del Grupo Nacional Colombiano de la Corte Permanente de Arbitraje de La Haya, conjuez de la Sala Constitucional de la Corte Suprema de Justicia de Colombia, miembro de la Comisión Asesora de Relaciones Exteriores de Colombia, Árbitro Nacional Emérito de la Cámara de Comercio de Bogotá, conferencista de los programas de formación en derecho internacional humanitario para las fuerzas militares y autor de una larga lista de destacados libros y ensayos sobre derecho internacional.

### Embajador
El 7 de enero de 2009 el Canciller Jaime Bermúdez lo designó como Embajador de Suecia por el gobierno de Álvaro Uribe. Nieto se trasladó a Estocolmo poco después para tomar arriba de su oficina, oficialmente presentando sus cartas credenciales al rey Carlos XVI Gustavo de Suecia el 13 de mayo de 2009; como Embajador No Residente,  presentó sus credenciales al Presidente de Islandia Ólafur Ragnar Grímsson el 9 de febrero de 2010, y a Su Majestad Margrethe II Reina de Dinamarca el 15 de febrero de 2010.

### Vida personal
Nieto era hijo de Eduardo Nieto Umaña y Teresa Navia Harker. Contrajo nupcias con María Teresa Loaiza Cubides el 28 de agosto de 1965. Tienen cuatro hijos: Rafael Nieto Loaiza, Juan Carlos, Pablo, y María Teresa.